# Once in Kristianopel
Once in Kristianopel är ett musikalbum med Calle Kristiansson från 2013. Albumet är Calle Kristianssons egentliga debutalbum (Har släppt ett album med sitt band Calle & The Undervalleys) sedan hans medverkan i Idol 2009. Albumet innehåller i huvudsak egenskrivet material.

## Låtlista
1. Where life begun
2. What good am I to you
3. There will be trouble down the road
4. Pepper hill
5. Still I don't know
6. Soul shaker
7. Generation blue
8. Plastic borders
9. So long sweet Nana
10. Jimi Henrix

Det finns ett gömt spår. Låten dyker upp efter en paus efter slutet på sista låten. Låten heter I wont bother you again.